# Долина десяти пиков

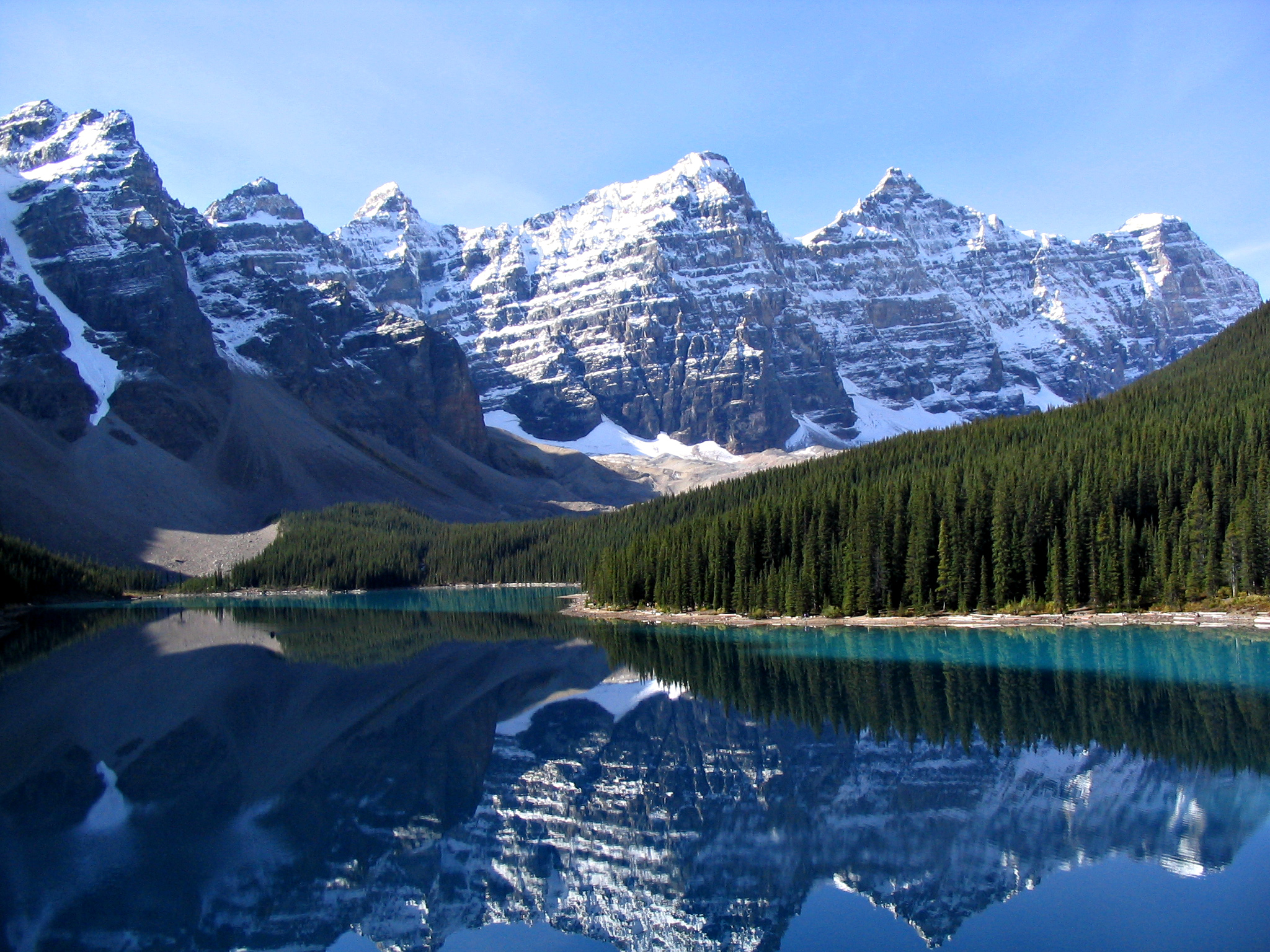
Вид на Долину Десяти пиков

Долина Десяти пиков (англ. Valley of the Ten Peaks; фр. Vallée des Dix Pics) — долина в канадском национальном парке Банф, в провинции Альберта, которая включает в себя десять горных вершин и озеро Морейн. 
Долина была открыта в 1894 году Уолтером Вилкоксом и Сэмюелом Алленом, ранними исследователями региона. «Пики» получили своё название от Аллена, который просто пронумеровал их используя названия чисел из стони, языка коренных народов провинции. К настоящему времени только три вершины сохранили свои первоначальные названия.
Долина была изображена на оборотной стороне канадской 20-долларовой купюры 1969 и 1979 годов выпуска.

## Вершины
| #  | Название   | Высота (метры) | Оригинальное название |
| -- | ---------- | -------------- | --------------------- |
| 1  | Фэй        | 3235           | Heejee                |
| 2  | Литтл      | 3088           | Num                   |
| 3  | Боулен     | 3072           | Yamnee                |
| 4  | Тонса      | 3057           | Tonsa                 |
| 5  | Перрен     | 3051           | Sapta                 |
| 6  | Аллен      | 3310           | Shappee               |
| 7  | Тузо       | 3246           | Shagowa               |
| 8  | Дельтаформ | 3424           | Shakhnowa             |
| 9  | Нептуак    | 3233           | Neptuak               |
| 10 | Венкчемна  | 3170           | Wenkchemna            |